# Injertador
Un injertador, o navaja de injertar es la herramienta que se utiliza para determinados tipos de injerto.
Para el trabajo de injertar se utilizan diversos instrumentos según sea el tipo de injerto y según sea la especie a injertar herbácea o leñosa. El injertador de árboles frutales se compone de dos partes: la lámina cortante y la espátula. La parte cortante debe estar muy bien afilada, ya que las incisiones que se hagan en el tronco o las ramas del árbol deben ser limpias y de profundidad precisa. La espátula, que puede ser de hueso o de metal, se utiliza para separar las dos partes que se forman cuando se ha hecho el corte y poder meter en este espacio el trocito de injerto que tiene un solo borrón. Una vez hecho el injerto se suele ligar con rafia o plástico para que el injerto se fusione con el patrón o portainjerto.